# Iglesia de San Andrés (Pedernales)
La iglesia de San Andrés es un edificio situado en el municipio español de Pedernales, en la provincia de Vizcaya.

## Descripción
El edificio se encuentra en el municipio español de Pedernales, perteneciente a la provincia de Vizcaya, en la comunidad autónoma del País Vasco. Se menciona como iglesia parroquial del lugar en el duodécimo volumen del Diccionario geográfico-estadístico-histórico de España y sus posesiones de Ultramar de Pascual Madoz, en la entrada correspondiente a Pedernales, donde aparece descrita con las siguientes palabras:

igl. parr. (San Andrés), servida por un beneficiado, y matriz de las de Acorda y Canala, cuyas advocaciones son Sta. Engracia y Sta. Maria, perteneciente la primera en lo civil á la anteig. de Ibarranguelua
(Madoz, 1849, p. 730)